# 흑발의 청춘
"흑발의 청춘"은 1966년 공개된 대한민국의 영화이다.

## 배역
- 신성일
- 고은아
- 문희
- 강문희
- 한성